# 부정형
부정형(不定型, indeterminate form)은 간추려진 형식만으로는 값이 확정되지 않는 예외적인 극한 형식들이다. 부정형의 전형적 예인 0/0(즉 0을 극한으로 하는 두 함수의 비, 0으로 나누기 참조)은 그 극한이 0, ±∞, 또는 0이 아닌 실수일 수 있다.
대표적인 일곱 가지 부정형 꼴은 다음과 같다.
{\displaystyle {\frac {0}{0}},~{\frac {\infty }{\infty }},~0\times \infty ,~1^{\infty },~\infty -\infty ,~0^{0},\infty ^{0}.}

## 정의, 해설
사칙연산, 거듭제곱 등은 피연산 대상의 극한을 보존하며, 따라서 피연산 대상의 극한만으로 그들이 조합된 식의 극한이 확정된다. 예를 들어,
{\displaystyle \lim _{x\to a}(f(x)+g(x))=\lim _{x\to a}f(x)+\lim _{x\to a}g(x)}
(무한이 포함된 연산도 배제치 않는다. 예를 들어 {\displaystyle r}이 실수면 {\displaystyle r+\infty =\infty } )
하지만 예외적인 몇몇 곳을 극한으로 하는 경우, 이러한 방법은 유효하지 않고 따라서 더 세부적인 구조 분석이 요구된다. 예를 들어
{\displaystyle \lim _{x\to a}f(x)=\infty ,\ \lim _{x\to a}g(x)=-\infty }
일 때, {\displaystyle \lim _{x\to a}(f(x)+g(x))}(∞ - ∞ 꼴의 극한)는 위의 방법으로 값을 구할 수 없으며, 실제로도 {\displaystyle f,g}에 따라 결과가 달라진다.

## 극한 구하기
{\displaystyle {\frac {0}{0}}}꼴은 분모, 분자를 인수분해하여 극한을 구한다.
{\displaystyle {\frac {\infty }{\infty }}}꼴은 계수를 뗀 분모의 최고차항으로 분모/분자를 나누어 구한다.

## 같이 보기
- 0으로 나누기
- 확장된 실수
- 부정 방정식
- 로피탈의 정리